# 19629 Serra
19629 Serra (1999 RV31) là một tiểu hành tinh vành đai chính được phát hiện ngày 8 tháng 9 năm 1999 bởi A. Klotz ở Guitalens.